# Bounaamane
Bounaamane (franska: Bounaamane (CR), Bounaamane (Commune Rurale), arabiska: أربعاء الساحل) är en kommun i Marocko.   Den ligger i provinsen Tiznit och regionen Souss-Massa, i den centrala delen av landet, 600 km sydväst om huvudstaden Rabat. Antalet invånare är 11 998.